# 1997
1997 (MCMXCVII) a fost un an obișnuit  al calendarului gregorian, care a început într-o zi de miercuri.

## Evenimente

### Ianuarie
- 7 ianuarie: Președintele Constantinescu a convocat într-o ședință extraordinară Consiliul Suprem de Apărare a Țării (CSAT) cu scopul de a găsi acele căi de acțiune care să facă mai eficientă lupta împotriva corupției. Emil Constantinescu afirmă că atât corupția cât și crima organizată au atins un nivel care pune în pericol siguranța națională. A fost înființat Consiliul Național de Acțiune împotriva Corupției și Crimei Organizate.[1]
- 10 ianuarie: Miron Cozma, liderului minerilor din Valea Jiului, a fost arestat pentru mineriada din septembrie 1991.
- 13 ianuarie: Emil Constantinescu face prima vizită oficială din mandatului său la Varșovia, la invitația președintelui Poloniei, Aleksander Kwaśniewski.
- 16 ianuarie: Victor Ciorbea prezintă, la primăria Capitalei, bilanțul celor 200 de zile cât a fost primar general. Viceprimarul Viorel Lis, a fost desemnat primar general interimar al Capitalei pentru 6 luni, după care, în urma alegerilor anticipate, urmează să fie desemnat un nou primar general al Capitalei.
- 20 ianuarie: Bill Clinton începe al doilea mandat ca președinte al Statelor Unite.
- 21 ianuarie: Ion Iliescu președintele PDSR critică noii guvernanți acuzându-i de „diletantism, lipsă de profesionalism și acțiuni brutale”. În ciuda acestora, anunță că PDSR va analiza posibilitatea realizării unui pact politic și social cu noua Putere.
- 22 ianuarie: Madeleine Albright devine prima femeie secretar de stat al Statelor Unite.
- 23 ianuarie: Guvernul elvețian anunță acordul privind crearea unui fond de ajutorare a victimelor Holocaustului.
- 27 ianuarie: În Burkina Faso a fost revizuită constituția adoptată la 11 iunie 1991.

### Februarie
- 4 februarie: După o primă contestare a rezultatelor, președintele sârb, Slobodan Milošević, recunoaște victoria opoziției în alegerile din noiembrie 1996.
- 17 februarie: După numeroase amânări, guvernul Ciorbea anunță pachetul de măsuri de reformă și de protecție socială a populației. Se vor închide primele întreprinderi nerentabile, ceea ce provoacă proteste de stradă violente.
- 21 februarie: Începe vizita de două zile în România a președintelui francez Jacques Chirac, care a reafirmat susținerea Franței față de aderarea României „în primul val” al extinderii NATO, alături de Polonia, Ungaria și Republica Cehă.
- 21 februarie: Guvernul Ciorbea anulează actul prin care regelui Mihai îi fusese retrasă cetățenia română. O săptămână mai târziu fostul rege sosește în țară încheind un exil de 49 de ani.
- 22 februarie: La Roslin, Scoția, oamenii de știință anunță că o fost clonată o oaie pe nume Dolly, care s-a născut în iulie 1996. Cea mai faimoasă oaie din lume a trăit șase ani.
- 23 februarie: Pugilistul român Mihai Leu, a cucerit titlul mondial al categoriei semi-mijlocie, versiunea WBO, învingându-l la puncte pe Santiago Samaniego (Panama), într-un meci disputat la Hamburg. El devine primul boxer român care cucerește o centură cu diamante la box profesionist.
- 23 februarie: Are loc un incendiu la bordul navetei spațiale rusești Mir.
- 27 februarie: Divorțul devine legal în Irlanda.

### Martie
- 20 martie-23 martie: S-a desfășurat, la București, Forumul Crans Montana.
- 22 martie: Cometa Hale–Bopp, clasată printre primele opt ale secolului ca mărime și luminozitate, s-a aflat cel mai aproape de Pământ.
- 27 martie: Tara Lipinski, în vârstă de 14 ani devine cea mai tânără campioană a lumii la patinaj artistic.

### Aprilie
- 3 aprilie: Moartea Marianei Drăghicescu
- 13 aprilie: Americanul Tiger Woods, în vârstă de 21 ani, a devenit cel mai tânăr câștigător al turneului Masters de golf.
- 13 aprilie: Fostul suveran al României, Mihai I, începe un turneu neoficial în Olanda, Belgia, Norvegia, pentru a susține aderarea României la NATO.
- 30 aprilie: Virgil Măgureanu, directorul SRI, anunță în Parlament, odată cu Raportul de activitate al SRI, demisia sa din această funcție.

### Mai
- 1 mai: Partidul Laburist obține cea mai mare victorie din ultimii 150 de ani în scrutinul legislativ de la 1 mai 1997, ajungând la putere pentru prima oară după 1979. Tony Blair este învestit oficial de către Regina Elisabeta a II–a cu formarea guvernului.
- 3 mai: După îndelungi discuții, România semnează la Kiev Tratatul de bună vecinătate cu Ucraina.
- 3 mai: Katrina and the Waves câștigă Eurovision 1997 pentru Marea Britanie cu piesa Love Shine A Light.
- 10 mai: Papa Ioan Paul al II-lea vizitează Libanul.
- 11 mai: Computerul IBM Deep Blue îl învinge pe Garry Kasparov. Este prima dată când un calculator învinge un campion mondial la șah.
- 12-13 mai: Președintele Băncii Mondiale face o vizită în România, primă vizită a unui președinte al Băncii Mondiale după 1977. La sfârșitul vizitei, Wolfensohn declară că apreciază „enormul progres realizat în ultimele cinci luni pe calea reformelor” și că Banca Mondială va acorda României împrumuturi de 805 milioane de dolari în loc de 500 de milioane cum anticipase guvernul.[2]
- 16 mai: Președintele Republicii Democrate Congo, Mobutu Sese Seko, este exilat din Zair.
- 23 mai: Guvernul Ciorbea modifică prin Ordonanță de Urgență Legea administrației publice locale. Noutatea, contestată de opoziție, constă în dreptul minorităților de a folosi și limba maternă în administrația publică locală unde minoritarii totalizează cel puțin 20% din populație.[2]
- 25-27 mai: Vizita oficială a președintelui Ungariei Árpád Göncz în România, prima după 25 de ani de când un președinte al Ungariei vizitează România.
- 26 mai: Parlamentul votează cu 381 voturi pentru și 11 împotrivă noul director al SRI, în persoana deputatului PNL, Costin Georgescu.

### Iunie
- 20-22 iunie: La Denver, SUA, are loc Summitul G7 al celor mai puternic industrializate state. La discuția despre extinderea NATO de la Madrid pozițiile sunt: Statele Unite susține aderarea doar a Cehiei, Poloniei și Ungariei, în timp ce Franța, Italia, Spania, Portugalia, Belgia, Grecia, Turcia, Luxemburg și Canada insistă pentru includerea pe lista admișilor pentru extinere și a României și Sloveniei.[3]
- 30 iunie: Hong Kong revine sub suveranitatea Republicii Populare Chineze, la miezul nopții, după 156 de ani de administrație britanică.

### Iulie
- 4 iulie: Nava spațială americană Pathfinder a aterizat pe Marte.
- 8 iulie: Liderii statelor membre NATO au căzut de acord să invite Polonia, Cehia și Ungaria să înceapă negocierile de aderare la Alianța Nord-Atlantică (NATO) în primul val. România și Slovenia au fost nominalizate drept principali candidați în momentul revizuirii procesului de extindere, în 1999.
- 9 iulie: Pugilistul american Mike Tyson a fost suspendat temporar din meciurile de box, ca pedeapsă pentru faptul că, înainte cu câteva zile, îl mușcase pe Evander Holyfield de ureche.
- 10 iulie: Președinții SUA și Franței, Bill Clinton și Jacques Chirac, au devenit cetățeni de onoare ai municipiului București.
- 11 iulie: Președintele Statelor Unite, Bill Clinton, a venit într-o vizită scurtă de 8 ore la București, ocazie cu care s-a lansat parteneriatul strategic bilateral româno-american. Clinton a fost al doilea președinte american în exercițiu, după Richard Nixon, care a vizitat România. Clinton și Constantinescu au mers în Piața Universității unde au fost întâmpinați de o mulțime impresionantă.
- 12-19 iulie: Președintele Emil Constantinescu, însoțit de o echipă de miniștri și oameni de afaceri, face o vizită în Japonia, unde se întâlnește cu premierul Hashimoto și cu împăratul Akihito. Guvernul japonez a acordat un împrumut de 194 milioane dolari României pentru proiecte de infrastructură, primul împrumut acordat unui stat din Europa de Est. De asemenea s-a acordat un împrumut nerambursabil de 500.000 dolari pentru refacerea Operei din Iași.
- 15 iulie: Slobodan Milošević este ales președinte al R. F. Iugoslavia. Este învestit în funcție pe 25 iulie.
- 16 iulie: Uniunea Europeană lansează un document care avizează începerea negocierilor de aderare la UE pentru cinci state central-europene: Polonia, Cehia, Ungaria, Estonia, Slovenia la care se adaugă Cipru. Celelalte state candidate – România, Bulgaria, Slovacia, Letonia, Lituania – trebuie să mai aștepte alte etape de evaluări care se vor face anual.[4]
- 24 iulie: Generalul de divizie Ioan Talpeș își înaintează demisia din funcția de șef al Serviciului de Informații Externe (SIE).
- 30 iulie: Prin decret prezidențial, Cătălin Harnagea este numit la conducerea SIE.

### August
- 4 august: Jeanne Calment, cea mai longevivă persoană din lume, a murit la vârsta de 122 ani și 164 zile, la Arles, Franța.
- 7 august: La încheierea misiunii sale la București, negociatorul-șef al FMI declară că macrostabilizarea economică pe care România a realizat-o trebuie susținută de un ritm mai accelerat al reformelor, în primul rând prin privatizarea întreprinderilor industriale mari și mijlocii, mai ales a celor mari consumatoare de energie și care înregistrează pierderi. România va beneficia de eliberarea celei de a doua tranșe (86 milioane dolari) din împrumutul încheiat cu FMI.
- 7 august: Guvernul Ciorbea dă publicității încă o listă cu 17 societăți comerciale propuse pentru lichidare cu datorii de circa 2.000.000.000.000 ROL (200.000.000 RON); în februarie dăduse publicității o listă cu 222 de societăți nerentabile, iar în iulie o listă cu 154 de societăți.[5]
- 24 august: Președintele Fondului Proprietății de Stat (FPS), Sorin Dimitriu, declară că în ultimele opt luni, FPS a privatizat peste 1.100 de societăți comerciale, dintre care 140 mari și mijlocii. Alte 470 de societăți mari și mijlocii se află în diverse stadii de privatizare.[5]
- 31 august: Prințesa Diana este dusă la spital după un accident de mașină petrecut la scurt timp după miezul nopții în tunelul Pont de l'Alma din Paris. A fost declarată decedată la ora 4 dimineața.

### Septembrie
- 4 septembrie: Echipa feminină de gimnastică a României cucerește medalia de aur la Campionatele Mondiale, desfășurate la Lausanne, Elveția, ediția 33.
- 4 septembrie: Tribunalul București aprobă înființarea partidului Alianța pentru România (ApR), fondat din grupul disident desprins din PDSR: Teodor Meleșcanu, Mircea Coșea, Iosif Boda. În 2002 ApR a fuzionat cu Partidul Național Liberal.[6].
- 6 septembrie: Guvernul Ciorbea emite mai multe acte normative necesare în procesul de restructurare din sectorul minier, oferind salarii compensatorii. Până la 10 septembrie au fost disponibilizate aproximativ 49.000 de persoane; pentru că numărul celor care cereau disponibilizarea creștea alarmant, peste o lună guvernul a modificat ordonanța, dispunând ca numărul de disponibilizări să fie stabilit de conducerile regiilor autonome sau ale societăților comerciale.[7]
- 6 septembrie: La Westminster Abbey au loc funeraliile prințesei Diana, urmărite de peste 1 miliard de telespectatori din întreaga lume.
- 11 septembrie: Mircea Ciumara, ministrul finanțelor, declară în Senat că s-a identificat recent la Banca Agricolă o pierdere de 800 de miliarde lei, pe lângă cea de 2.700 de miliarde de lei, deja cunoscută.[7] Conform lui Adrian Vasilescu, director al Direcției Comunicare din BNR, cauza stării critice a băncii este „excesul de intervenții birocratico-administratve din guvernarea anterioară”. Banca a acordat credite aprobate prin HG, legi și ordonanțe cu garanția statului; ulterior aceste credite n-au fost rambursate.[7]
- 17 septembrie: Guvernul preia la datoria publică pierderi ale Bancorex în valoare de 5.000 miliarde de lei. Acestea au rezultat din importurile energetice făcute în 1996 de bancă, din rezervele sale valutare, pentru Compania Română de Petrol și Renel.[7]
- 24 septembrie: Conferință de presă a președintele Emil Constantinescu care afirmă „În șapte ani avuția națională a fost jefuită și o parte importantă din economie – distrusă. (...) Mulți dintre cei care ne-au condus au fost orbiți de dorința câștigului rapid sau au acceptat această situație. Astăzi plătim cu toții prețul enorm al acestei orbiri”.[8] A doua zi, fostul premier Nicolae Văcăroiu răspunde că de corupție se face vinovată actuala putere.[8]

### Octombrie
- 8 octombrie: La București încep mitingurile de protest ale revoluționarilor, ca urmare a intenției guvernului Ciorbea de a restrânge privilegiile oferite de Lege doar la urmașii decedaților și la răniții în Revoluția din decembrie 1989. De asemenea, guvernul voia și eliminarea dobândirii nejustificate a certificatelor de revoluționar. 88 de revoluționari intră în greva foamei în Piața Revoluției. Dan Iosif împreună cu alți revoluționari se leagă cu lanțuri de gardul clădirii Senatului.[9]
- 8 octombrie: A fost lansat Yahoo! Mail, un serviciu gratuit de poștă electronică.
- 26 octombrie: Jacques Villeneuve își câștigă singurul titlu mondial în Formula 1.
- 30 octombrie: Prim-ministrul Victor Ciorbea promite revoluționarilor aflați în greva foamei sau în fața Senatului să retragă din Parlament proiectul de modificare a legii până când o comisie va termina de analizat fiecare dosar de revoluționar pentru a elimina cazurile de impostură.[9]

### Noiembrie
- 1 noiembrie: Ion Caramitru, ministrul Culturii, și-a înaintat demisia, motivând că nu poate fi de acord cu modul în care s-a cedat presiunii prin care revoluționarii conduși de Dan Iosif au încercat să-și mențină privilegii nemeritate. La propunerea prim-ministrului Caramitru a acceptat să rămână în funcție până la sfârșitul anului 1997.[10] În ianuarie 1997, după întrevederi cu premierul,  Ion Caramitru acceptă să rămână în funcție, renunțând la demisie.
- 11 noiembrie: Mary McAleese este aleasă cel de-al 8-lea președinte al Irlandei.

### Decembrie
- 11 decembrie: Este adoptat acordului privind reducerea emisiilor de gaze cu efect de seră, la Conferința ONU de la Kyoto, Japonia.
- 17 decembrie: A început să emită postul privat de televiziune „Prima TV”.
- 22 decembrie: După ce Adrian Severin afirmase cu câteva luni în urmă că la conducerea unor publicații și partide românești se află persoane în slujba unor servicii secrete străine, CSAT dă un comunicat pe baza rapoartelor SRI și SIE conform căruia „nu s-au găsit elemente de natură să susțină” afirmația acestuia.[10]
- 23 decembrie: Adrian Severin își dă demisia din funcția de ministru de Externe. PD propune ca Andrei Pleșu să fie viitorul ministru de Externe.
- 29 decembrie: La cererea premierului Victor Ciorbea, Traian Băsescu, ministrul Transporturilor, își anunță demisia din funcție. Băsescu criticase în mass-media nesiguranța guvernului în aplicarea reformelor, ritmul lent al acestora și al adoptării legilor necesare reformelor, întârzierea privatizării și chiar proasta organizare a ședințelor de guvern.[11]
- 30 decembrie: Generalii Victor Atanasie Stănculescu și Mihai Chițac sunt inculpați ca principali responsabili pentru organizarea represaliilor armatei a manifestațiilor anticomuniste de la Timișoara din decembrie 1989. Doi ani mai târziu vor fi condamnați la 15 ani de închisoare.

### Nedatate
- Pelicula Pacientul englez primește Premiul Oscar pentru cel mai bun film.
- Stelian Tănase publică Anatomia mistificării. Procesul Noica-Pillat.

## Arte, științe, literatură și filozofie
- 29 august: Skynet declanșează un război nuclear între Statele Unite ale Americii și Rusia.

## Nașteri

### Ianuarie
- 4 ianuarie: Andrei Ivan (Andrei Virgil Ivan), fotbalist român (atacant)
- 4 ianuarie: Răzvan Popa (Răzvan Ștefan Popa), fotbalist român
- 5 ianuarie: Jesús Vallejo (Jesús Vallejo Lázaro), fotbalist spaniol
- 7 ianuarie: Ayumi Ishida, cântăreață japoneză
- 9 ianuarie: Alin Manea (Alin Mihai Manea), fotbalist român
- 12 ianuarie: Andrei Burlacu, fotbalist român (atacant)
- 13 ianuarie: Egan Bernal, ciclist columbian
- 13 ianuarie: Luis Diaz (Luis Fernando Díaz Marulanda), fotbalist columbian
- 15 ianuarie: Valentina Zenere, actriță argentiniană
- 16 ianuarie: Azteca, (Andrew-Eduard Nedelcu), rapper român
- 16 ianuarie: Pau Torres (Pau Francisco Torres), fotbalist spaniol
- 17 ianuarie: Jake Paul (Jake Joseph Paul ), actor american
- 23 ianuarie: Shaheen Jafargholi, actor britanic
- 27 ianuarie: Ko Itakura, fotbalist japonez
- 29 ianuarie: Yusuf Yazıcı, fotbalist turc
- 31 ianuarie: Arnaut Groeneveld, fotbalist din Țările de Jos

### Februarie
- 5 februarie: Tsuyoshi Watanabe, fotbalist japonez
- 7 februarie: Nicolò Barella, fotbalist italian
- 7 februarie: Anhelina Kalinina, jucătoare de tenis ucraineană
- 10 februarie: Chloë Grace Moretz, actriță americană de film
- 16 februarie: Dragoș Nedelcu (Dragoș Ionuț Nedelcu), fotbalist român
- 25 februarie: Isabelle Fuhrman, actriță americană de film

### Martie
- 2 martie: Becky G (n. Rebbeca Marie Gomez), actriță și cântăreață și compozitoare americană
- 2 martie: Bogi (n. Dallos-Nyers Boglárka), cântăreață maghiară
- 3 martie: Karla Camila Cabello Estrabao, cântăreață cubaneză
- 21 martie: Martina Stoessel, actriță și cântăreață argentiniană
- 29 martie: Arón Piper, actor germano-spaniol

### Mai
- 7 mai: Daria Kasatkina, jucătoare de tenis rusă
- 9 mai: Alexandru Radu, fotbalist român (atacant)
- 9 mai: Patrick Petre (Patrick Mihai Petre), fotbalist român
- 10 mai: Richarlison (Richarlison de Andrade), fotbalist brazilian
- 12 mai: Frenkie de Jong, fotbalist din Țările de Jos
- 14 mai: Rúben Dias (Rúben dos Santos Gato Alves Dias), fotbalist portughez
- 15 mai: Ousmane Dembélé (Masour Ousmane Dembélé), fotbalist francez
- 15 mai: Dario Ivanovski, atlet macedonean
- 17 mai: Tommy Paul (Thomas Paul), jucător de tenis american
- 18 mai: Alejandro Rejón Huchin, poet mexican
- 24 mai: Theodor Botă (Theodor Constantin Botă), fotbalist român (atacant)
- 26 mai: Shunta Tanaka, fotbalist japonez
- 26 mai: Andrei Toader, aruncător de greutate român
- 27 mai: Anna Bondár, jucătoare de tenis maghiară
- 28 mai: Ionuț Radu (Ionuț Andrei Radu), fotbalist român (portar)

### Iunie

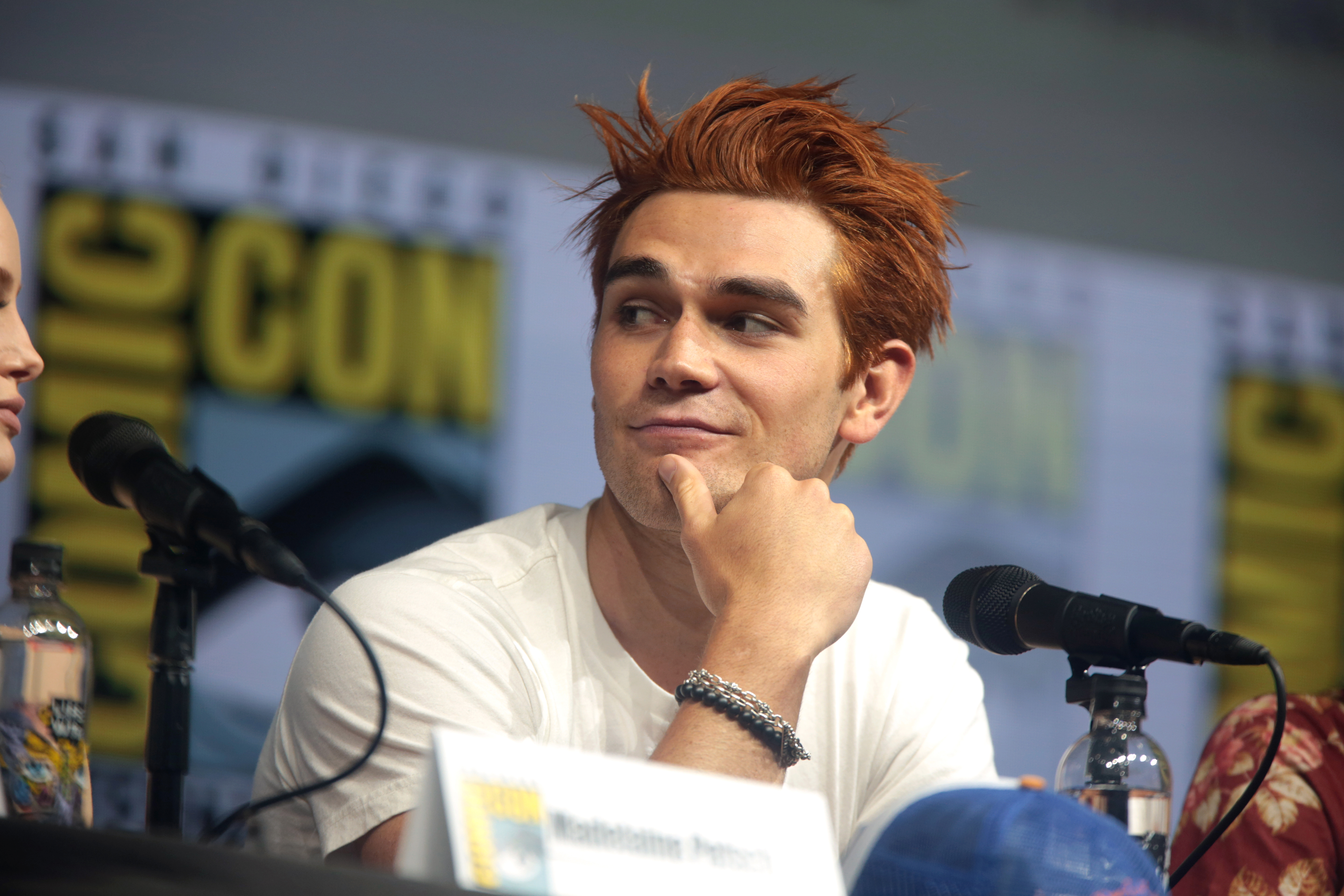
KJ Apa

- 7 iunie: Aleksandra Vukajlović, handbalistă sârbă
- 8 iunie: Jeļena Ostapenko, jucătoare de tenis letonă
- 9 iunie: Dren Feka, fotbalist kosovar
- 11 iunie: Unai Simón Mendibil, fotbalist spaniol
- 12 iunie: Bianca Curmenț, handbalistă română
- 17 iunie: KJ Apa (Keneti James Fitzgerald Apa), actor neozeelandez de film și TV
- 21 iunie: Ferdinand Zvonimir Habsburg-Lothringen, fiul lui Karl von Habsburg, Șeful Casei de Habsburg-Lorena

### Iulie
- 8 iulie: Alexandru Cicâldău, fotbalist român
- 11 iulie: Edward Sanda, cântăreț și producător muzical român
- 22 iulie: Field Adrianus Cate, actor american de film

### August

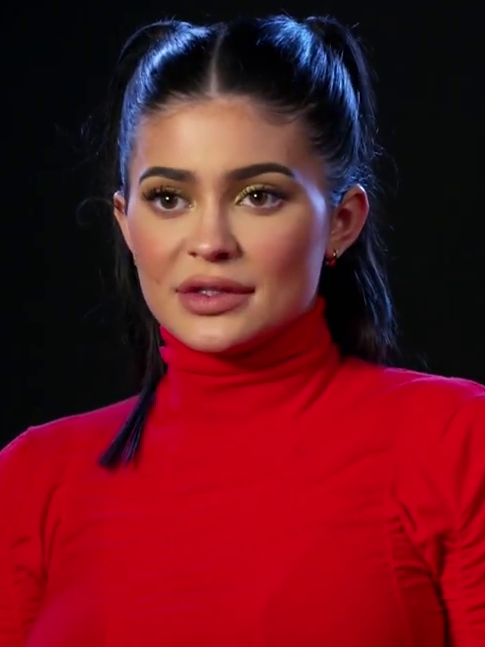
Kylie Jenner

- 4 august: Ekaterina Riabova, cântăreață rusă
- 5 august: Adam Irigoyen, actor american de film
- 8 august: Theo Rose (Theodora Maria Diaconu), cântăreață și actriță română
- 9 august: Cristian Manea (Cristian Marian Manea), fotbalist român
- 10 august: Kylie Jenner (Kylie Kristen Jenner), personalitate de televiziune, fotomodel, antreprenoare, personalitate social media și femeie de afaceri americană
- 16 august: Greyson Chance (Greyson Michael Chance), cântăreț american de muzică pop rock și pianist

### Octombrie
- 2 octombrie: Rubi Rose (Rubi Rose Benton), cântăreță, textier și model american
- 4 octombrie: Nikola Vlašić, fotbalist croat
- 6 octombrie: Theo Hernández (Theodor Bernard François Hernandez), fotbalist francez
- 8 octombrie: Bella Thorne (Annabella Avery Bella Thorne), fotomodel, cântăreață, actriță și regizoare americană
- 16 octombrie: Naomi Osaka, jucătoare de tenis japoneză

### Noiembrie
- 6 noiembrie: Aliona Bolșova Zadoinov, jucătoare de tenis spaniolă
- 6 noiembrie: Elena-Gabriela Ruse, jucătoare de tenis română
- 7 noiembrie: Bradley de Nooijer, fotbalist din Țările de Jos
- 15 noiembrie: Paula Batosa Gibert, jucătoare spaniolă de tenis

### Decembrie
- 6 decembrie: Cătălin Caragea, cântăreț și compozitor, vocalist al trupei “7 Klase” (d. 2020)
- 13 decembrie: Karmen (Silvia Claudia Simionescu), cântăreață română de muzică pop și R&B
- 16 decembrie: Zara Larsson (Zara Maria Larsson), cântăreață și compozitoare suedeză
- 19 decembrie: Arke (Dulea Liviu Valentin), cântăreț și compozitor român
- 21 decembrie: Charlie Tahan (Charles Tahan), actor american de film

## Decese
- 5 ianuarie: Prințul Bertil, Duce de Halland (n. Bertil Gustaf Oskar Carl Eugén), 84 ani (n. 1912)
- 6 ianuarie: Teiichi Matsumaru, 87 ani, fotbalist japonez (n. 1909)
- 8 ianuarie: Melvin Calvin, 85 ani, chimist american, laureat al Premiului Nobel (1961), (n. 1911)
- 8 ianuarie: Phyllis Hartnoll, 90 ani, poetă britanică (n. 1906)
- 17 ianuarie: Trần Dần, 70 ani, poet vietnamez (n. 1926)
- 17 ianuarie: Clyde William Tombaugh, 90 ani, astronom american (n. 1906)
- 17 ianuarie: Tran Dan, poet vietnamez (n. 1926)
- 17 ianuarie: Andrei Bantaș, anglist român, profesor la Catedra de Limbi Germanice a Universității București (n. 1930)
- 25 ianuarie: Karl Werner Aspenström, 79 ani, scriitor suedez (n. 1918)
- 28 ianuarie: Louis Pauwels, 76 ani, jurnalist francez (n. 1920)
- 28 ianuarie: Geoffrey Frederick Rippon, 72 ani, politician britanic (n. 1924)
- 1 februarie: Simion Bughici (n. Simon David), 82 ani, politician român (n. 1914)
- 3 februarie: Bohumil Hrabal, 82 ani, romancier ceh (n. 1914)
- 10 februarie: Constantin Drâmbă, 90 ani, matematician român (n. 1907)
- 13 februarie: Corneliu Cezar, 59 ani, compozitor român (n. 1937)
- 19 februarie: Deng Xiaoping, 92 ani, lider de facto comunist chinez (1975-1989), (n. 1904)
- 20 februarie: Pierre Gascar, scriitor francez (n. 1916)
- 21 februarie: Josef Posipal, 69 ani, fotbalist german de origine română (n. 1927)

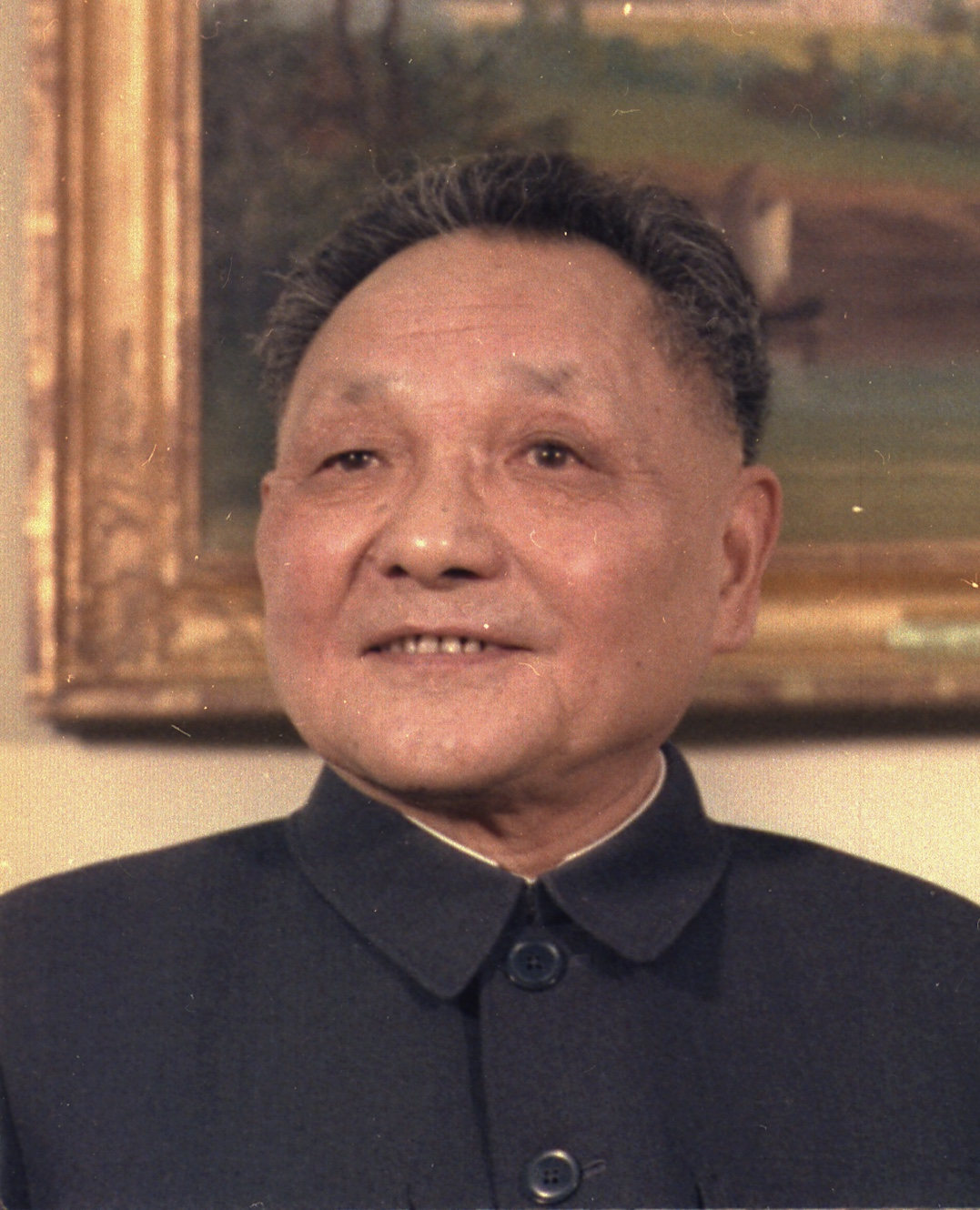
Deng Xiaoping, lider comunist chinez
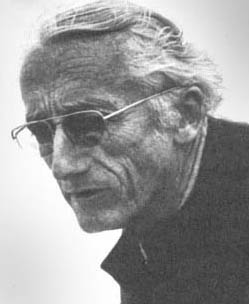
Jacques-Yves Cousteau, oceanograf francez
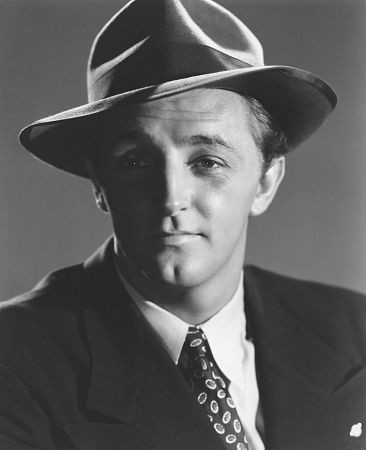
Robert Mitchum, actor american

- 24 februarie: Ion Voicu, 73 ani, violonist român de etnie romă (n. 1923)
- 27 februarie: Gheorghe Enescu, 65 ani, filosof român (n. 1932)
- 4 martie: Robert Henry Dicke, 80 ani, fizician american (n. 1916)
- 7 martie: Martin Kippenberger, 44 ani, artist german (n. 1953)
- 7 martie: Edward Mills Purcell, 84 ani, fizician american laureat al Premiului Nobel (1952), (n. 1912)
- 8 martie: Amos Tutuola, scriitor nigerian (n. 1920)
- 9 martie: The Notorious B.I.G. (Christopher George Latore Wallace), 24 ani, rapper american (n. 1972)
- 12 martie: Hendrik Brugmans, 90 ani, politician din Țările de Jos (n. 1906)
- 13 martie: Ronald Fraser, 66 ani, actor britanic (n. 1930)
- 13 martie: Beate Fredanov, 83 ani, actriță română (n. 1913)
- 14 martie: Fred Zinnemann, 89 ani, regizor american de origine austriacă, laureat al Premiului Oscar (n. 1907)
- 15 martie: Victor Dumitrescu, 72 ani, fotbalist și antrenor român (n. 1924)
- 19 martie: Willem de Kooning, 92 ani, artist american cu origine din Țările de Jos (n. 1904)
- 30 martie: Romeo Vilara, 69 ani, jurnalist român (n. 1927)
- 2 aprilie: David Shahar, 70 ani, scriitor israelian (n. 1926)
- 2 aprilie: Tomoyuki Tanaka, 86 ani, producător de film, japonez (n. 1910)
- 2 aprilie: Dorel Livianu, cântăreț român (n. 1907)
- 3 aprilie: Mariana Drăghicescu, 44 ani, interpretă română de muzică populară (n. 1952)
- 4 aprilie: Attila Zonda, 46 ani, politician român (n. 1950)
- 4 aprilie: Haruko Sugimura, actriță japoneză (n. 1909)
- 5 aprilie: Irwin Allen Ginsberg, 70 ani, poet american (n. 1926)
- 14 aprilie: Petru Creția, 70 ani, eminescolog român (n. 1927)
- 17 aprilie: Haim Herzog, 78 ani, general și politician israelian, al 6-lea președinte al Israelului (1983-1993), (n. 1918)
- 25 aprilie: Lidia Istrati, 55 ani, politiciană din R. Moldova (n. 1941)
- 29 aprilie: Mike Royko, 64 ani, jurnalist american (n. 1932)
- 3 mai: Louis, Prinț Napoléon (n. Louis Jérôme Victor Emmanuel Léopold Marie), 83 ani (n. 1914)
- 16 mai: Puiu Călinescu (n. Alexandru Călinescu), 76 ani, actor român de comedie (n. 1920)
- 16 mai: Giuseppe De Santis, 80 ani, regizor de film italian (n. 1917)
- 22 mai: Alfred Day Hershey, 88 ani, chimist american (n. 1908)
- 26 mai: Cezar Baltag, 57 ani, poet român (n. 1939)
- 29 mai: Jeff Scott Buckley, 30 ani, cântăreț, chitarist și compozitor american (n. 1966)
- 1 iunie: Nikolai Tihonov, 92 ani, om politic rus (n. 1905)
- 9 iunie: Alexi Ivanov, 74 ani, politician bulgar (n. 1922)
- 12 iunie: Q239652, scriitor rus (n. 1924)
- 13 iunie: Ladislau Ludovic Bonyhádi, 74 ani, fotbalist maghiar (n. 1923)
- 18 iunie: Héctor Casimiro Yazalde, 51 ani, fotbalist argentinian (atacant), (n. 1946)
- 24 iunie: Brian Keith, actor american (n. 1921)
- 25 iunie: Jacques-Yves Cousteau, 87 ani, oceanograf francez (n. 1910)
- 26 iunie: Israel Kaʻanoʻi Kamakawiwoʻole, 38 ani, muzician hawaiian (n. 1959)
- 30 iunie: Gyula Benkő, 78 ani, actor maghiar (n. 1918)
- 1 iulie: Robert Charles Durman Mitchum, 79 ani, actor american de film (n. 1917)

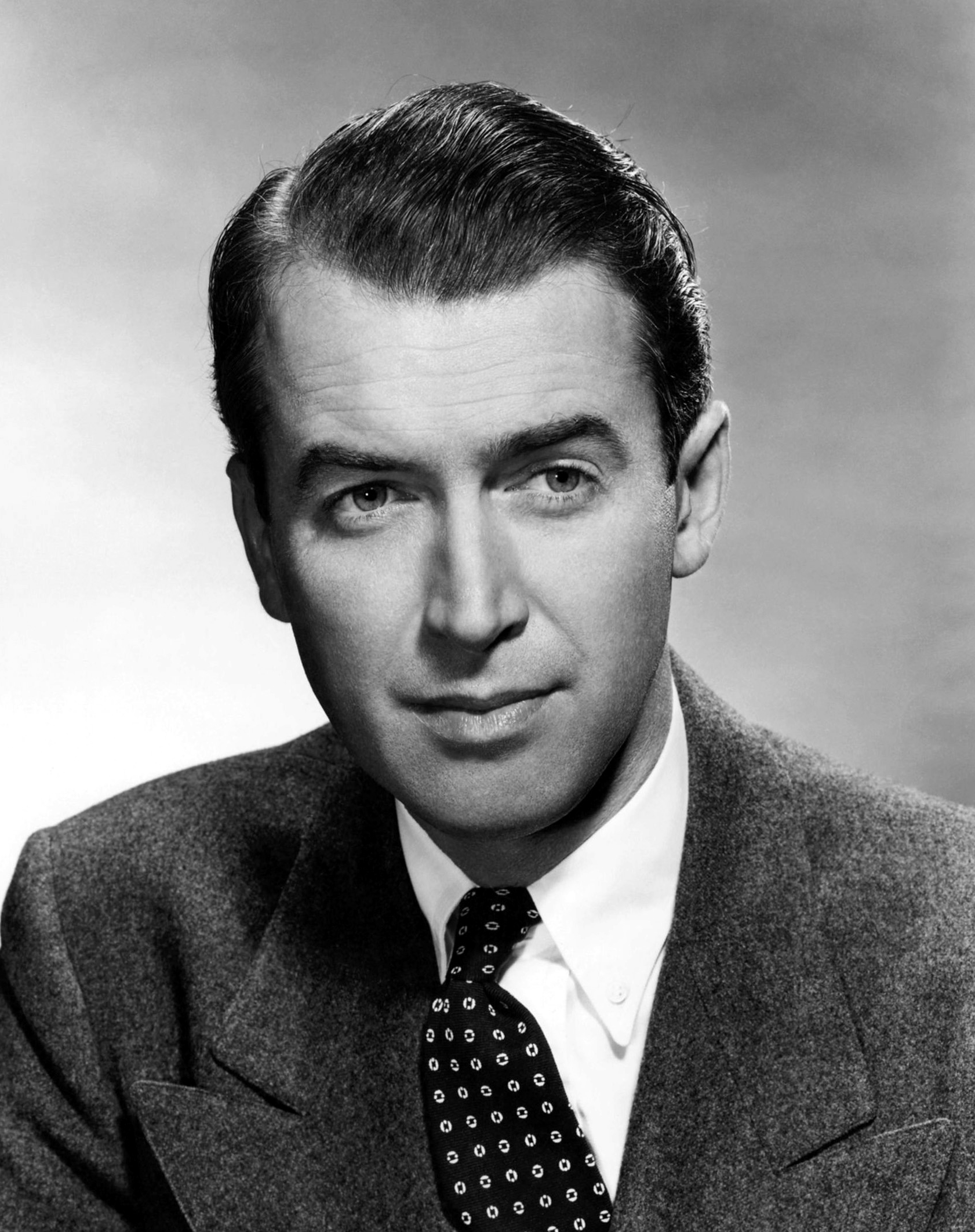
James Stewart, actor american de origine scoțiană
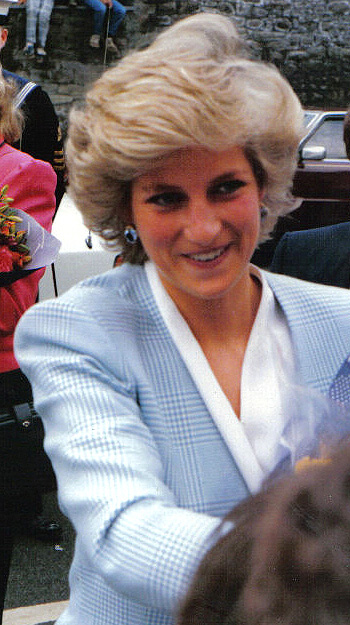
Diana, Prințesă de Wales
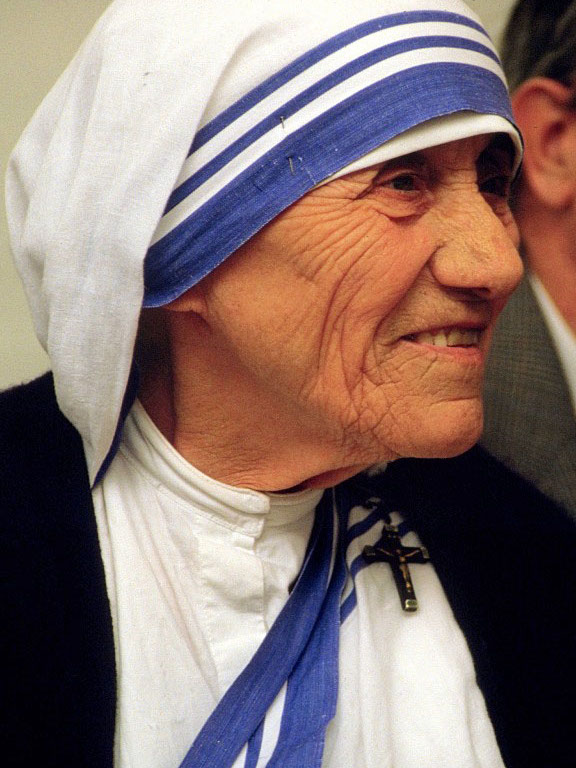
Maica Tereza, călugăriță catolică albaneză stabilită în India, laureată a Premiului Nobel

- 2 iulie: James Maitland Stewart, 89 ani, actor american de film de origine scoțiană (n. 1908)
- 2 iulie: Clarence Zener, fizician american (n. 1905)
- 4 iulie: Miguel Najdorf, 87 ani, șahist argentinian de origine poloneză (n. 1910)
- 5 iulie: Ioan Alexandrescu, 84 ani, compozitor român (n. 1912)
- 9 iulie: Georgeta Năpăruș, 67 ani, pictoriță română (n. 1930)
- 15 iulie: Gianni Versace, 50 ani, creator italian de modă (n. 1946)
- 16 iulie: Dora Maar (n. Henriette Theodora Markovitch), 89 ani, fotografă și pictoriță franceză (n. 1907)
- 22 iulie: Vladimir Andrunachievici, 80 ani, matematician rus (n. 1917)
- 25 iulie: Natallia Arsiennieva, 93 ani, poetă belarusă (n. 1903)
- 26 iulie: Rogelio R. Sikat, 57 ani, scriitor filipinez (n. 1940)
- 2 august: William Seward Burroughs, 83 ani, romancier american (n. 1914)
- 2 august: Sever Suciu, sculptor român (n. 1924)
- 4 august: Jeanne Louise Calment, 122 ani, supercentenară franceză (n. 1875)
- 6 august: Tom Normanton, 80 ani, politician britanic (n. 1917)
- 8 august: Joseph Aquilina, 78 ani, scriitor maltez (n. 1919)
- 9 august: Eugen Todoran, 78 ani, critic literar român (n. 1918)
- 9 august: Eugen Todoran, critic literar român (n. 1918)
- 17 august: Victor Tulbure (n. Victor Popescu), 72 ani, poet român (n. 1925)
- 18 august: Mariia Prîmacenko, artistă ucraineană (n. 1909)
- 21 august: Iuri Nikulin, actor rus (n. 1921)
- 24 august: Luigi Villoresi, 88 ani, pilot italian de Formula 1 (n. 1909)
- 27 august: Sotiria Bellou, 76 ani, cântăreață greacă (n. 1921)
- 27 august: Johannes Edfelt (Bo Johannes Edfelt), 92 ani, scriitor suedez (n. 1904)
- 27 august: Chiril Știrbu, actor moldovean (n. 1915)
- 29 august: Victor Aurelian Săhleanu, 73 ani, antropolog român (n. 1924)
- 30 august: Frunze Dovlatian, 70 ani, actor și regizor armean (n. 1927)
- 30 august: Ernest Wilimowski (n. Ernst Otto Prandella), 81 ani, fotbalist polonez (atacant), (n. 1916)
- 31 august: Diana, Prințesă de Wales (n. Diana Frances Spencer), 36 ani (n. 1961)
- 1 septembrie: Zoltán Czibor Suhai, 68 ani, fotbalist maghiar (atacant), (n. 1929)
- 2 septembrie: Julien Binford, 88 ani, pictor american (n. 1908)
- 4 septembrie: Hans Jürgen Eysenck, 81 ani, psiholog britanic (n. 1916)
- 4 septembrie: Aldo Rossi, arhitect italian (n. 1931)
- 5 septembrie: Radu Boureanu, 91 ani, pictor român (n. 1906)
- 5 septembrie: Maica Tereza (n. Anjezë Gonxhe Bojaxhiu), 87 ani, călugăriță catolică albaneză stabilită în India, laureată a Premiului Nobel (1979), (n. 1910)
- 6 septembrie: Percy Howard Newby, 79 ani, scriitor și director de radio, englez (n. 1918)
- 7 septembrie: Mobutu Sese Seko (n. Joseph-Désiré Mobutu), 66 ani, președintele Zairului (azi R.D. Congo), (1965-1997), (n. 1930)
- 9 septembrie: Burgess Meredith, actor american (n. 1907)
- 11 septembrie: Anatoli Polosin, 62 ani, fotbalist și antrenor rus (n. 1935)
- 14 septembrie: Matilda Elena Lili Aiteanu, 73 ani, farmacistă și cercetătoare română (n. 1924)
- 17 septembrie: Arșavir Nazaret Acterian, 90 ani, avocat și scriitor armean (n. 1907)
- 18 septembrie: Yehuda Shaari, 77 ani, politician israelian (n. 1920)
- 26 septembrie: Péter Zsoldos, 67 ani, scriitor maghiar (n. 1930)
- 29 septembrie: Roy Fox Lichtenstein, 73 ani, sculptor și pictor american (n. 1923)
- 30 septembrie: Max Emilian Verstappen, pilot belgian de Formula 1
- 7 octombrie: Mihai Gere (n. Gerő Mihai), 78 ani, politician român (n. 1919)
- 10 octombrie: Sebastian Domozină, jurnalist român (n. 1938)
- 12 octombrie: John Denver (n. Henry John Deutschendorf, jr.), 53 ani, cântăreț și compozitor american de muzică country și folk (n. 1943)
- 13 octombrie: Adil Çarçani, 75 ani, politician comunist albanez și prim-ministru al Albaniei (1981-1991), (n. 1922)
- 14 octombrie: Hy Averback, actor american (n. 1920)
- 16 octombrie: Prințesa Olga a Greciei și Danemarcei, 93 ani (n. 1903)
- 17 octombrie: Ben Welden, 96 ani, actor american (n. 1901)
- 24 octombrie: Luis Aguilar Manzo, 79 ani, cântăreț și actor mexican (n. 1918)
- 24 octombrie: Don Messick (Donald Earl Messick), 71 ani, actor american (n. 1926)
- 1 noiembrie: Alexandru Zamorzaev-Orleanschi, 70 ani, matematician rus (n. 1927)
- 2 noiembrie: Horia Tecuceanu, 68 ani, scriitor român de romane polițiste (n. 1929)

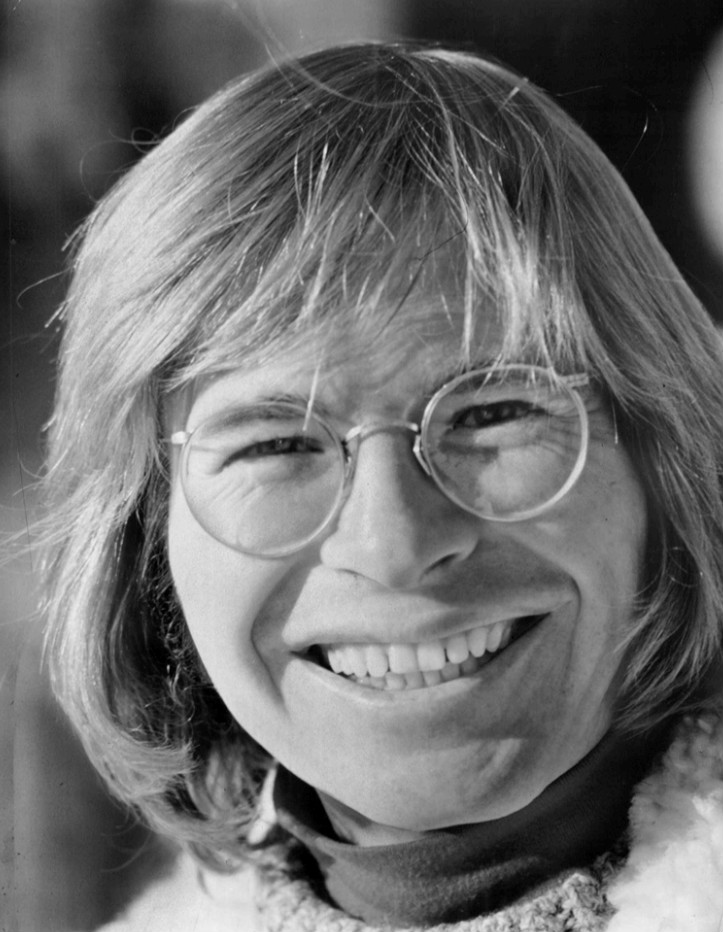
John Denver, cântăreț și compozitor american de muzică country și folk
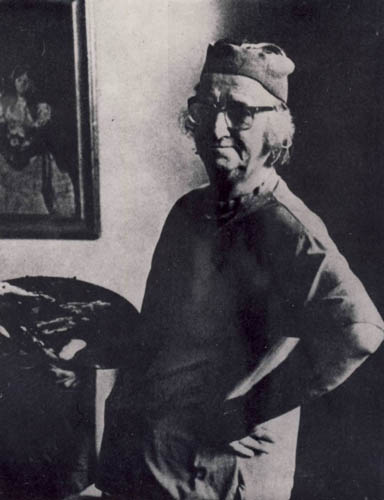
Corneliu Baba, pictor român
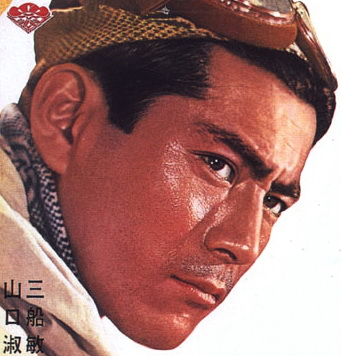
Toshirō Mifune, actor japonez

- 5 noiembrie: Isaiah Berlin, 88 ani, filosof politic britanic de etnie evreiască (n. 1909)
- 9 noiembrie: Helenio Herrera Gavilán, 87 ani, fotbalist argentinian (n. 1910)
- 13 noiembrie: Alexandru Bârlădeanu, 86 ani, comunist român și senator (1990-1992), (n. 1911)
- 15 noiembrie: Elizza La Porta (n. Eliza Streinu), 95 ani, actriță română (n. 1902)
- 15 noiembrie: Nándor Wagner, 75 ani, sculptor japonez născut în România (n. 1922)
- 16 noiembrie: Georges René Louis Marchais, 77 ani, politician francez (n. 1920)
- 17 noiembrie: Per Kofstad, 67 ani, chimist norvegian (n. 1929)
- 18 noiembrie: John Bird, 71 ani, om politic britanic (n. 1926)
- 18 noiembrie: John Bird, europarlamentar britanic (n. 1926)
- 25 noiembrie: Viorel Mateianu, 59 ani, fotbalist român (atacant), (n. 1938)
- 28 noiembrie: Georges Marchal (n. Georges Louis Lucot), 77 ani, actor francez (n. 1920)
- 29 noiembrie: Liviu Constantinescu, 83 ani, fizician român (n. 1914)
- 1 decembrie: Stéphane Grapelli, 89 ani, violonist francez (n. 1908)
- 1 decembrie: Ștefan-Marius Milcu, 94 ani, medic, biolog și antropolog român, membru titular al Academiei Române (n. 1903)
- 5 decembrie: Eugen Ciceu (aka Eugen Cicero), 57 ani, pianist german născut în România (n. 1940)
- 7 decembrie: Vasile Copilu-Cheatră, 85 ani, poet, eseist, nuvelist român (n. 1912)
- 8 decembrie: Léon Poliakov, 87 ani, istoric francez (n. 1910)
- 13 decembrie: Claude Roy, 82 ani, scriitor francez (n. 1915)
- 13 decembrie: Claude Roy, scriitor francez (n. 1915)
- 14 decembrie: Ermil Nichifor, 81 ani, medic nefrolog român (n. 1916)
- 18 decembrie: Christopher Crosby Farley, 33 ani, actor american (n. 1964)
- 18 decembrie: Ion Vlasiu, scriitor român (n. 1908)
- 20 decembrie: Corneliu Baba, 91 ani, pictor român, membru titular al Academiei Române (n. 1906)
- 20 decembrie: Jim Gibbons, 73 ani, politician irlandez (n. 1924)
- 22 decembrie: Liviu Macoveanu, 75 ani, inginer și scriitor român (n. 1922)
- 24 decembrie: Toshirō Mifune, 77 ani, actor japonez, de etnie chineză (n. 1920)
- 25 decembrie: Myriam Marbé, 66 ani, muziciană română (n. 1931)
- 26 decembrie: Cahit Arf, 87 ani, matematician turc (n. 1910)
- 26 decembrie: Mircea Veroiu, 56 ani, regizor român (n. 1941)
- 28 decembrie: Ion Anghel, actor (n. 1928)

## Premii Nobel
- Fizică: Steven Chu (SUA), Claude Cohen-Tannoudji (Franța), William D. Phillips (SUA)
- Chimie: Paul D. Boyer (SUA), John E. Walker (Regatul Unit), Jens C. Skou (Danemarca)
- Medicină: Stanley B. Prusiner (SUA)
- Literatură: Dario Fo (Italia)
- Pace: Jody Williams (SUA)